# Ian Stuart
Ian Stuart Donaldson (Lancashire, 11 de agosto de 1957 - Derbyshire, 24 de septiembre de 1993), más conocido como Ian Stuart, fue el cantante y líder de la banda de rock Skrewdriver, un grupo musical británico conocido por su papel en el desarrollo del movimiento neonazi en Inglaterra.
Fue un exponente de la música RAC (rock against communism: ‘rock anticomunista’).

## Biografía
En 1985 fue condenado a 12 meses de prisión por atacar en grupo a varios jóvenes negros en la Estación de King's Cross. Mientras estaba en la cárcel de Wormwood Scrubs salió a la venta el tercer álbum de Skrewdriver, llamado Blood and Honor (‘sangre y honor’).
Su antiguo mentor Joe Pearce ―quien había sido un destacado miembro del derechista Frente Nacional― explicó que durante su estadía en la cárcel Donaldson se endureció en sus creencias.
En los años setenta, Skrewdriver había comenzado como una banda apolítica de punk, pero Pearce convenció a Donaldson para que relanzara la banda en 1982 con una nueva formación y comenzara a promover la ideología neonazi del Frente Nacional.
Pearce encontró la religión evangélica y rechazó el nazismo, se mudó a Estados Unidos para convertirse en un académico. Afirma que la última vez que vio a Donaldson, en 1992, lo vio muy destruido debido a las  constantes peleas callejeras ―atacando en grupo a personas de piel negra―.
En 1992 el movimiento neonazi sufrió un duro golpe cuando el amigo más íntimo de Donaldson y cofundador de Blood and Honour, Nicky Crane, confesó que era gay ―los homosexuales son los principales enemigos de las bandas neonazis― en el programa televisivo Out, en Canal 4. 
En varios show subsiguientes con Skrewdriver, Donaldson alentaba a que sus fanáticos mataran a Crane.

## Muerte
En la noche del 23 de septiembre de 1993, Donaldson chocó su automóvil a gran velocidad en Derbyshire. En el instante falleció un fan de la banda, que lo acompañaba, y al día siguiente falleció Donaldson.

## Discografía en solitario
- 1988: No turning back
- 1990: Slay the beast
- 1991: Patriot
- 1991: Patriotic ballads with Stigger
- 1992: Justice for the Cottbus Six
- 1993: Our time will come